# Rhinocricus laetus
Rhinocricus laetus är en mångfotingart som först beskrevs av Karsch 1881.  Rhinocricus laetus ingår i släktet Rhinocricus och familjen Rhinocricidae. Inga underarter finns listade i Catalogue of Life.